# 후빙칭
후빙칭(중국어: 胡冰卿, 병음: Hú Bīngqīng, 한자음: 호빙경, 1992년 1월 25일~)은 중화인민공화국의 배우이다.

## 학력
- 푸단 대학 (졸업)

## 작품 목록

### 드라마
- 2014년 텐센트 웹드라마 《미시대》 - 궈징 역
- 2015년 후난위성텔레비전 찬석독파극장 《진시명월》 - 고월 역
- 2015년 후난위성텔레비전 청춘진행중 《선풍소녀 2》 - 치바이차오 역
- 2016년 장쑤 위성 텔레비전 행복극장 《여의 담윤현》 - 여항 역
- 2017년 베이징 텔레비전 품질극장 《심야식당》 - 시시 역
- 2018년 유쿠 웹드라마 《궤중미인》 - 황경풍 역
- 2018년 텐센트 웹드라마 《중반20세》 - 멍리쥔 역
- 2018년 텐센트 웹드라마 《독고천하》 - 독고가라 역
- 2020년 유쿠 웹드라마 《열혈동행》 - 아이신 교로 하라 역
- 2020년 아이치이 웹드라마 《등공지약》 - 여소어 역
- 2020년 후난위성텔레비전 청춘진행중 《최호적시대》 - 린전이 역
- 2021년 텐센트 웹드라마 《암련귤생회남》 - 루오쯔 역
- 2021년 텐센트 웹드라마 《고동국중국지약보청단》 - 대격격 역
- 2022년 텐센트 웹드라마 《일불소심묘상니》 - 저우톈 역
- 2022년 CCTV-8 황금강당극장 《특전행동》 - 닝멍 역
- 2023년 후난위성텔레비전 금응독파극장 《거유풍적지방》 - 린나 역
- 2024년 텐센트 웹드라마 《충도등》 - 스먀오먀오 역
- 2025년 유쿠 웹드라마 《금낭묘록》 - 나소 역